# Eustrophus dermestoides
Eustrophus dermestoides là một loài bọ cánh cứng trong họ Tetratomidae. Loài này được Hellwig miêu tả khoa học đầu tiên năm 1792.